# Vincent de Paul Kwanga Njubu
Vincent de Paul Kwanga Njubu (Budi, República Democrática do Congo, 24 de janeiro de 1956) é um ministro católico romano e bispo de Manono.
Em 31 de agosto de 1985, Vicente de Paulo Kwanga Njubu recebeu o Sacramento da Ordem para a Diocese de Kongolo do Bispo de Kongolo, Jérôme Nday Kanyangu Lukundwe.
Em 18 de março de 2005, o Papa João Paulo II o nomeou Bispo de Manono. O bispo de Kongolo, Jérôme Nday Kanyangu Lukundwe, o consagrou bispo em 18 de junho do mesmo ano; Os co-consagradores foram o Núncio Apostólico na República Democrática do Congo, Dom Giovanni d'Aniello, e o Bispo de Camina, Jean-Anatole Kalala Kaseba. 